# Nikos Dimou
Nikos Dimou (novoř. Νίκος Δήμου, čti Nikos Dimu, Athény * 1935) je řecký spisovatel, básník, filozof a kritik. Je řazen mezi nejvýznamnější moderní řecké a evropské spisovatele. Je známý hlavně kvůli své knize Neštěstí být Řekem (ř.Η Δυστυχία του να είσαι Έλληνας, I Dystychia tu na ise Ellinas), která byla přeložena do mnoha jazyků, ale i jako básník, podnikatel, kritik církve, chovatel a znalec koček a také znalec technologie.

## Životopis
Narodil se v Aténách do významné rodiny, neb z matčiny strany pocházel ze starého a významného obchodnického rodu Kalvokoresis z ostrova Syros, který byl známý ještě během Byzantské říše.
V Athénách vystudoval francouzskou filologii, následně pokračoval ve studiích v Mnichově, kde studoval filozofii a anglickou filologii. Během studií se věnoval i psaní poezie, své první básně vydal v roce 1953.
V roce 1962 začal podnikat, vybudoval nejúspěšnější reklamní agenturu v Řecku. V roce 1983 se přestal věnovat podnikání, protože se chtěl naplno věnovat pouze psaní.
Od 70. let přispíval články do mnoha známých novin a vystupoval v televizi. Věnoval se především společnosti, její problémům a literatuře. Dobře se znal s významnými řeckými spisovateli té doby, jakými byli Odysseas Elytis či Giorgos Seferis.
V roce 2009 se stal členem mimoparlamentní strany DRASI a v roce 2014 vstoupil do nové úspěšné politické strany Stavrose Theodorakise, POTAMI, z níž však následně odešel, protože nechtěl svými názory poškodit stranu (šlo zejména o jeho tvrdou kritiku k církvi). Stranu POTAMI však nadále podporuje. Dimou je také známý svou ostrou kritikou namířenou proti řecké ortodoxní církvi, ale i proti církvi obecně.
Dimou je ženatý, děti nemá.

## Dílo
Vydal přes 90 knih, přispívá také mnohými články a televizními diskusemi. Ve knize Neštěstí být Řekem, kterou napsal po vojenské diktatuře 60. letech, kritizuje řeckou společnost a její problémy výstižným a humorným způsobem. Tato kniha byla přeložena do osmi jazyků a stale se oblíbená nejen v Řecku, ale i v (např. v Německu, Anglii, Itálii, Španělsku a Francii, Turecku).
Známá je i jeho básnická sbírka o kočkách, Kniha koček (Το Βιβλίο των Γάτων, To Vivlio ton Gaton), která byla přeložena do italštiny pod názvem La Gatta di Corfu (Kočka z Korfu).
Známé jsou i jeho filozoficko-etické rozhovory s názvem Nikodémovy rozhovory (Νικόδημου άπαντα, Nikodimu Apanda), kde sám píše v první osobě jako Nikodimos (spojení Nikos a Dimou), Sokratův žák, jak se sám Dimou vyjádřil, jde o jeho antické alter ego .
Jiné jeho knihy jsou Satirický novořecký slovník (Νεοελληνικό Σατιρικό Λεξικό, Neoelliniko satiriko lexiko), kde satiricky vysvětluje jednotlivá slova z pohledu typického Řeka. V díle Ztracená třída (Χαμένη Τάξη, Chameni Taxi), kritizuje postupné vymírání staré řecké obchodnické městské společenské třídy (do níž patří i Dimou) a nástup nové společenské třídy, která nemá starou tradici a morálku.

## Jazyky
Dimou ovládá plynule francouzštinu, němčinu, angličtinu, latinu a starou řečtinu.